# Liste der Baudenkmäler in Gremsdorf
Auf dieser Seite sind die Baudenkmäler in der mittelfränkischen Gemeinde Gremsdorf zusammengestellt. Diese Tabelle ist eine Teilliste der Liste der Baudenkmäler in Bayern. Grundlage ist die Bayerische Denkmalliste, die auf Basis des Bayerischen Denkmalschutzgesetzes vom 1. Oktober 1973 erstmals erstellt wurde und seither durch das Bayerische Landesamt für Denkmalpflege geführt wird. Die folgenden Angaben ersetzen nicht die rechtsverbindliche Auskunft der Denkmalschutzbehörde.
 Diese Liste der Baudenkmäler in Gremsdorf gibt den Fortschreibungsstand vom 29. März 2023 wieder und enthält 16 Baudenkmäler.

## Baudenkmäler nach Gemeindeteilen

### Gremsdorf
| Lage                                                                   | Objekt                                                                                                  | Beschreibung | Akten-Nr.             | Bild           |
| ---------------------------------------------------------------------- | --- | --- | --------------------- | -------------- |
| An den Gemeindeweihern; Von Gremsdorf nach Krausenbechhofen (Standort) | Bildstock                                                                                               | hoher, reliefierter Sandsteinsockel mit farbig gefasstem Kruzifix aus Metall, Ende 19. Jh. | D-5-72-126-19         | Bildstock      |
| Brückenstraße 15 (Standort)                                            | Wohnstallhaus                                                                                           | zweigeschossiger Walmdachbau mit einseitig herabgezogenem Dach und Eckpilaster, teilweise verputztes Fachwerk, Ende 18. Jahrhundert                                                                                   | D-5-72-126-1 Wikidata | BW             |
| Nähe Eustachius-Kugler-Straße (Standort)                               | Ehemaliges Amtsschloss des Klosters Michelsberg in Bamberg, jetzt Pflegeanstalt der Barmherzigen Brüder | Mittelbau 1743 von Konrad Fink und Ausbau zur Dreiflügelanlage unter Johann Michael Küchel, neubarocke östliche Erweiterungen um 1906, moderne Umbauten                                                               | D-5-72-126-2 Wikidata | weitere Bilder |
| Hauptstraße 5 a (Standort)                                             | Katholische Pfarrkirche Sankt Ägidius                                                                   | Satteldachbau mit Seitenschiffen, eingezogenem Chor mit 3/8-Abschluss und gotischem Fassadenturm mit Spitzhelm, Turmunterbau 15. Jh., Turmobergeschosse 1644, Langhaus von Fritz Fuchsenberger, 1913, mit Ausstattung | D-5-72-126-3 Wikidata | weitere Bilder |
| Hauptstraße 5 a (Standort)                                             | Ölberg                                                                                                  | farbig gefasste Tonfiguren, wohl 15. Jahrhundert | D-5-72-126-3          | weitere Bilder |
| Kapelle; an der Straße nach Adelsdorf bei Punkt 265,2 (Standort)       | Kapelle                                                                                                 | massiver Putzbau mit steilem Satteldach, dreiseitigem Abschluss und Lisenengliederung, 2. Hälfte 19. Jahrhundert; mit Ausstattung                                                                                     | D-5-72-126-7          | weitere Bilder |
| Mühlenweg 1 (Standort)                                                 | Wohnstallhaus                                                                                           | Eingeschossiger Halbwalmdachbau, frühes 19. Jahrhundert | D-5-72-126-4 Wikidata | BW             |
| Mühlenweg 9 (Standort)                                                 | Sogenannte Listmühle                                                                                    | Zweigeschossiger traufständiger Mansardhalbwalmdachbau mit verputztem Fachwerkobergeschoss, Ecklisenen, Gurtgesims und geohrten Fensterrahmungen, 18. Jahrhundert                                                     | D-5-72-126-6 Wikidata | BW             |
| Von Gremsdorf nach Krausenbechhofen (Standort)                         | Wegkreuz                                                                                                | Sandsteinsockel mit profilierter Platte und Metallkreuz mit gegossenem Corpus, neugotisch, bez. 1872 | D-5-72-126-20         | BW             |

### Buch
| Lage               | Objekt                                                            | Beschreibung | Akten-Nr.              | Bild           |
| ------------------ | ----------------------------------------------------------------- | --- | ---------------------- | -------------- |
| Buch 7 (Standort)  | Scheune                                                           | verputzter Sandsteinquaderbau mit Steilsatteldach, teilweise Fachwerk, 2. Hälfte 19. Jahrhundert                                                                  | D-5-72-126-9 Wikidata  | BW             |
| Buch 8 (Standort)  | Scheune                                                           | verputzter Sandsteinquaderbau mit Satteldach, 2. Hälfte 19. Jahrhundert                                                                                           | D-5-72-126-10 Wikidata | BW             |
| Buch 18 (Standort) | Schäferei                                                         | Eingeschossiger Bruchsteinbau mit einseitig abgewalmten Satteldach und giebelseitigem Rundbogentor, 17. Jahrhundert                                               | D-5-72-126-12 Wikidata | BW             |
| Buch 31 (Standort) | Wohnhaus                                                          | Zweigeschossiger Sandsteinbau mit Walmdach und Gesimsgliederung, westlich Treppenhausrisalit mit Satteldach, um 1860/70; an der Stelle des abgegangenen Schlosses | D-5-72-126-13 Wikidata | BW             |
| Buch 44 (Standort) | Ehemalige Schafscheune des abgegangenen Schlosses, jetzt Wohnhaus | Eingeschossiger massiver Walmdachbau, aus Baumaterial der Schlossruine zwischen 1602 und 1612 durch Veith Asmus von Seckendorff errichtet                         | D-5-72-126-15 Wikidata | BW             |
| In Buch (Standort) | Katholische Kapelle Sankt Marien                                  | Saalbau mit Satteldach, dreiseitigem Abschluss und Fassadenturm mit Zeltdach, um 1760, Erweiterung und Turm um 1860, mit Ausstattung                              | D-5-72-126-8 Wikidata  | weitere Bilder |

### Krausenbechhofen
| Lage                                                                      | Objekt     | Beschreibung                                                                                         | Akten-Nr.              | Bild           |
| ------------------------------------------------------------------------- | ---------- | --- | ---------------------- | -------------- |
| In Krausenbechhofen, Krausenbechhofen 9, am Weg nach Gremsdorf (Standort) | Steinkreuz | Im unteren Teil Pflugmesser und Pflugreuthe, oberer Teil mit Nische, Sandstein, wohl 17. Jahrhundert | D-5-72-126-16 Wikidata | weitere Bilder |

### Poppenwind
| Lage                    | Objekt                           | Beschreibung | Akten-Nr.              | Bild           |
| ----------------------- | -------------------------------- | --- | ---------------------- | -------------- |
| Poppenwind 9 (Standort) | Katholische Kapelle Sankt Joseph | Massiver, verputzter Satteldachbau mit Sakristeianbau mit Pultdach und Dachreiter mit Pyramidendach, von Leonhard Langenbuch, 1937 mit Ausstattung | D-5-72-126-17 Wikidata | weitere Bilder |

## Ehemalige Baudenkmäler
| Lage         | Objekt                   | Beschreibung                 | Akten-Nr.              | Bild |
| ------------ | ------------------------ | ---------------------------- | ---------------------- | ---- |
| Buch Buch 13 | Backofen                 | Zugehörig, 18. Jahrhundert   | D-5-72-126-11 Wikidata | BW   |
| Buch Buch 37 | Verputzter Satteldachbau | Erste Hälfte 19. Jahrhundert | D-5-72-126-14 Wikidata | BW   |